# Japaneck

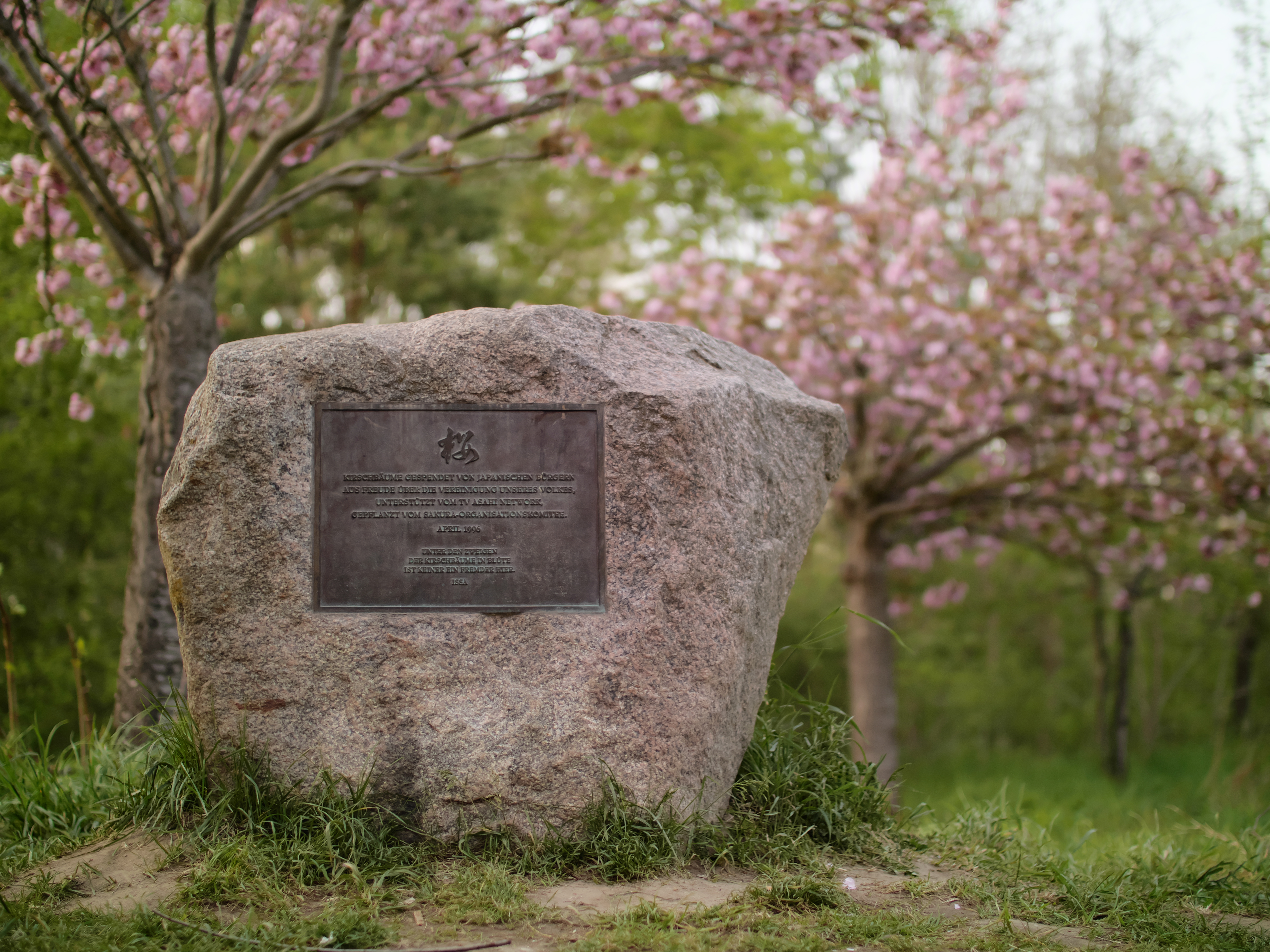
Gedenkstein am Japaneck

Das Japaneck (auch Japan-Eck) ist die geografische Bezeichnung für das „Dreiländereck“ zwischen Berlin und den brandenburgischen Landkreisen Teltow-Fläming und Potsdam-Mittelmark.

## Lage
Das Japaneck befindet sich zwischen dem Ortsteil Berlin-Lichterfelde (Ortslage Lichterfelde-Süd), der Ortslage Osdorf des Gemeindeteils Heinersdorf der Gemeinde Großbeeren und dem Ortsteil Sigridshorst der Stadt Teltow. An dieser Stelle weist die Stadtgrenze von Berlin zum Umland einen markanten nahezu rechtwinkligen Knick auf. Hier verlief bis 1990 die Grenze von West-Berlin zur DDR mit einem breiten Streifen für deren Grenzsicherungsanlagen, der bis heute im Wesentlichen unbebaut geblieben ist.
Im Südosten grenzt das Landschaftsschutzgebiet Diedersdorfer Heide und Großbeerener Graben an. Auf Berliner Seite war der ehemalige US-amerikanische Truppenübungsplatz Parks Range. Dort, nahe am Japaneck, lag der frühere Friedhof von Osdorf.

## Geschichte
Die Bezeichnung ‚Japaneck‘ geht darauf zurück, dass Reporter der japanischen Fernsehgesellschaft TV Asahi 1989 der Stadt Teltow einen Besuch abstatteten. Nach dem Fall der Berliner Mauer gab es im Rahmen der Sakura-Campaign eine Spendenaktion, der sich rund 20.000 Japaner anschlossen.
Mit dem Erlös in Höhe von ungefähr einer Million Euro konnten im April 1995 über 1000 Bäume der Japanischen Blütenkirsche (Prunus serrulata) gepflanzt werden. Diese Bäume bilden heute auf der brandenburgischen Seite entlang der Berliner Landesgrenze vom Japaneck in Richtung Nordwesten die 1,8 km lange TV-Asahi-Kirschblütenallee bis zur Lichterfelder Allee, die ungefähr mittig von der Bahnstrecke Berlin–Halle (Anhalter Bahn) und der S-Bahn-Strecke nach Teltow überquert wird.
Von Ende April bis Anfang Mai zeigen die Pflanzen bei der Japanischen Kirschblüte, die in der japanischen Tradition des Hanami in jedem Frühjahr gefeiert wird, ihre typischen und auffälligen, rosafarbenen Kronblätter.

### Gedenkstein
Das Japaneck ist durch einen Gedenkstein markiert, der auf einer aufgebrachten Bronzetafel die folgende Inschrift zeigt:

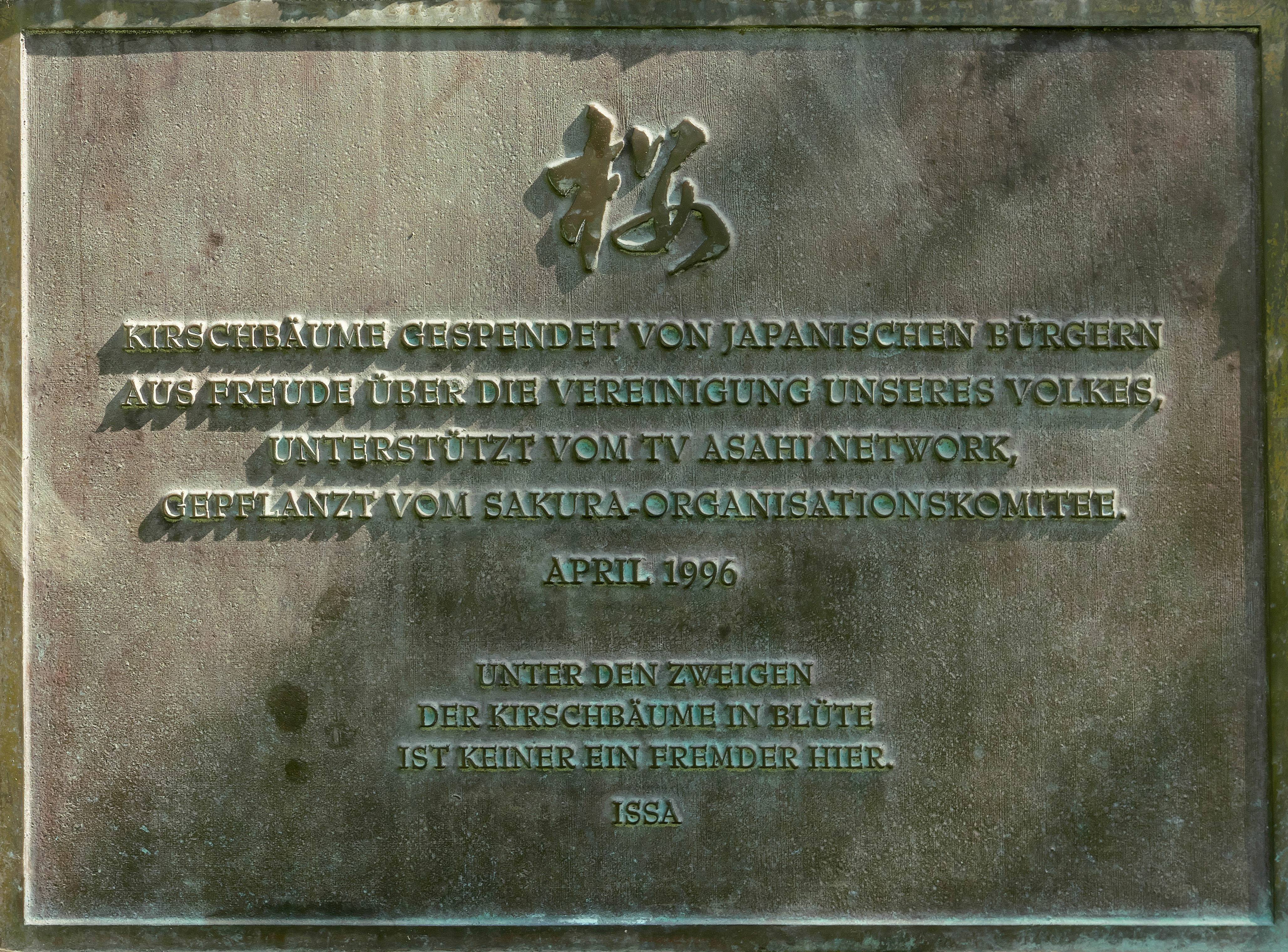
Bronzetafel auf dem Gedenkstein am Japaneck

„Kirschbäume gespendet von japanischen Bürgern 
aus Freude über die Vereinigung unseres Volkes, 
unterstützt vom TV Asahi Network, 
gepflanzt vom Sakura-Organisationskomitee.
April 1996

Unter den Zweigen 
der Kirschbäume in Blüte 
ist keiner ein Fremder hier.“

## Nutzung
Mehrere Wanderwege kreuzen das Japaneck, wie zum Beispiel der Berliner Mauerweg, der Teltower Dörferweg oder der Jakobsweg. Die Allee und das Japaneck werden auch für Spaziergänge und zum Picknick genutzt.